# Trang viên tại Chotów

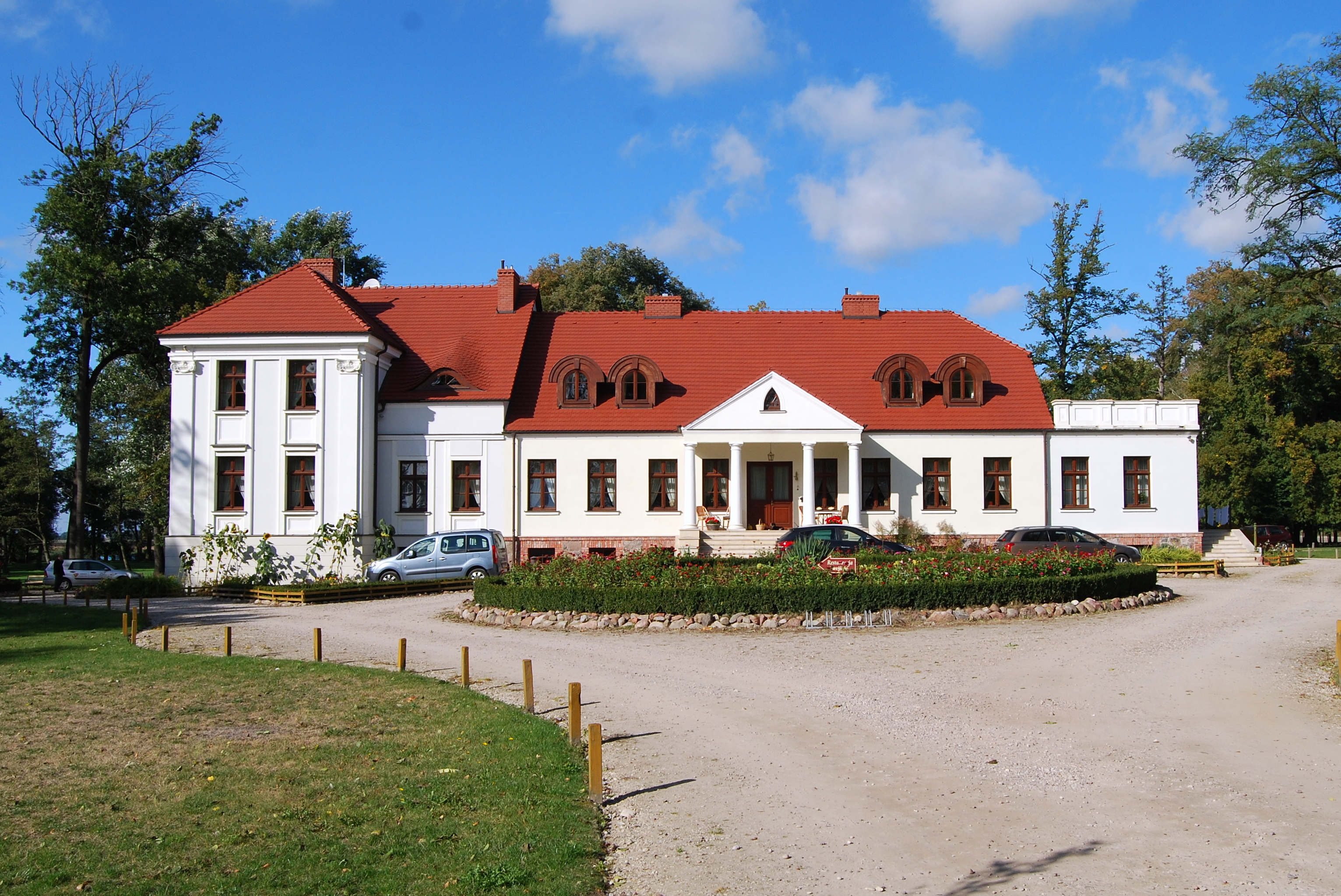

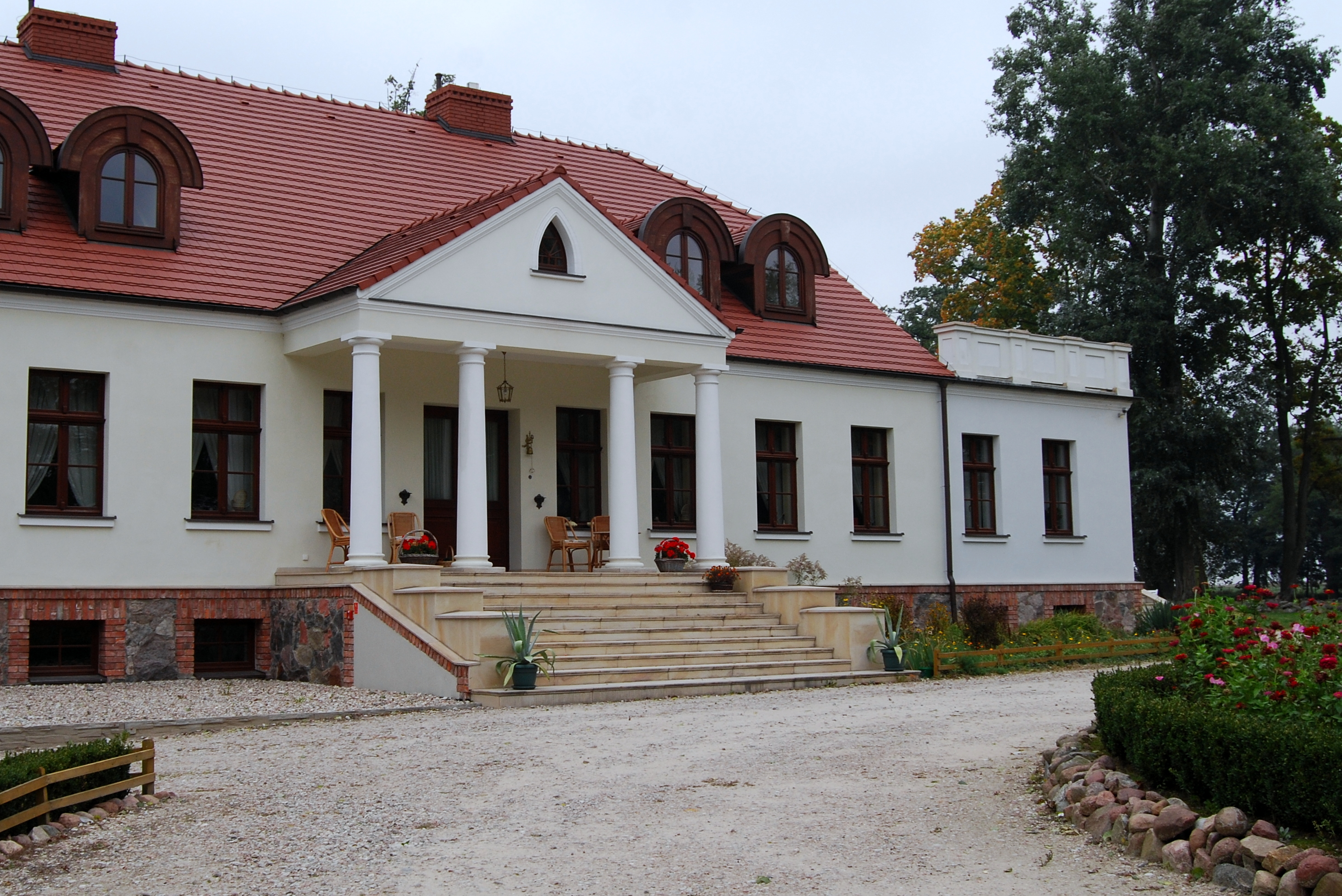

Trang viên tại Chotów (tiếng Ba Lan: Dwór w Chotowie) là tọa lạc tại một ngôi làng thuộc gminie Nowe Skalmierzyce, Ostrów, Ba Lan.

## Lịch sử của trang viên
Theo ghi chép, trang viên Chotów được hoàn thành vào năm 1403. Trong thời điểm chuyển giao thế kỷ 16 và 17 có hai trang viên trong làng. Theo thời gian, toàn bộ hai trang viên thuộc sở hữu của một gia đình người Hungary đến cuối thế kỉ 18.
Người xây dựng công trình được cho là Ignacy Wyganowski của Łodz, một thẩm phán của Toà án Vương quốc Ba Lan, về sau thuộc quyền sở hữu của người Drya. Họ sống ở Chotów cho đến năm 1970.
Các chủ sở hữu tiếp theo của Chotów thuộc họ Bronikowscy, Czapscy và Chłapowski. Sau đó, trang viên được họ Niemojewski người Wierusz mua lại. Jan Niemojewski mở rộng ngôi nhà trang viên với cánh phụ hai tầng. Năm 1921, người thừa kế của Niemojewski đã bán ngôi nhà. Chủ sở hữu cuối cùng trước Thế chiến II là Witold Cybylski .

## Kiến trúc của trang viên
Trang viên là tòa nhà nhỏ một tầng, theo trường phái cổ điển. Bức tường phía nam của tòa nhà được trang trí bằng mái hiên, chống đỡ nhờ 4 cột nhà phong cách Tuscan.
Bao quanh trang viên là công viên cảnh quan. Ngày nay công viên bị cắt ngang bởi mạng lưới các con hẻm giao nhau.
Năm 1989, trang viên và công viên được đưa xếp vào danh sách các di tích Wielkopolskie .

## Tình trạng trang viên hiện nay
Hiện tại có một nhà hàng đang thuê mặt bằng trang viên này.